# Roc de l'Escofet
El Roc de l'Escofet és una muntanya de 1.286,1 metres situat en el punt de trobada dels termes comunals vallespirencs de Ceret i de Reiners, a la Catalunya del Nord i del municipal de Maçanet de Cabrenys, a la comarca catalana de l'Alt Empordà. Està situat al límit sud-oest del terme ceretà, al sud-est del de Reiners i al septentrional del de Maçanet de Cabrenys. És al costat nord-oest del Roc de Fraussa, del qual en certa manera forma part. És el punt exacte on se situat el triterme entre els tres territoris municipals esmentats.